# 清和大学
清和大学（Seiwa daigaku）是日本千叶县木更津市的一所私立大学，创建于1994年，设有清和大学短期大学部，幼儿园等，到JR东日本内房线和久留里线的木更津站约需步行十分钟。

## 附属机构
- 有三所附属幼儿园
  - 清和大学附属畑沢幼稚园（木更津市）
  - 清和大学附属金田幼稚园（木更津市）
  - 清和大学附属八重原幼稚园（君津市）